# Pariato jacobita
O pariato jacobita inclui os pares criados por Jaime II e VII, e os pretendentes jacobitas subsequentes, após a deposição de Jaime dos tronos da Inglaterra, Escócia e Irlanda quando da Revolução Gloriosa de 1688. Essas criações não foram reconhecidas nas leis inglesa, escocesa ou irlandesa, mas os títulos foram usados nos círculos jacobitas da Europa Continental e reconhecidos pela França, Espanha e pelo papado.
Os pares jacobitas deixaram de ser criados após 1760, exceto por um título criado pelo “Jovem Pretendente”, o príncipe Carlos Eduardo Stuart, para sua filha ilegítima em (ou antes de) 1783.